# Rajahelli (norra)
Rajahelli är öar i Finland. De ligger i Finska viken och i kommunen Fredrikshamn i landskapet Kymmenedalen, i den södra delen av landet. Öarna ligger omkring 20 kilometer öster om Kotka och omkring 130 kilometer öster om Helsingfors.
Arean för den av öarna koordinaterna pekar på är 0,6 hektar och dess största längd är 150 meter i nord-sydlig riktning. Närmaste större samhälle är Fredrikshamn, 15,8 km norr om Rajahelli.